# داریو اشپیکیچ
داریو اشپیکیچ (انگلیسی: Dario Špikić؛ زادهٔ ۲۲ مارس ۱۹۹۹) بازیکن فوتبال اهل کرواسی است.
وی همچنین در تیم‌های ملی فوتبال زیر ۲۰ سال کرواسی، و زیر ۲۱ سال کرواسی بازی کرده‌است.